# Sinokannemeyeria
Sinokannemeyeria és un gènere de sinàpsids extints de la família dels kannemeyèrids que visqueren durant el Triàsic mitjà en allò que avui en dia és la província xinesa de Shanxi. Tenia una constitució robusta, amb una llargada d'uns 180 cm i un pes d'uns 100 kg. Les potes eren curtes i estaven eixancarrades. Tot plegat fa pensar que era un animal lent i poc àgil.